# Bakterijska vaginoza
Bakterijska vaginoza (BV), također poznata i kao vaginalna bakterioza ili Gardnerela vaginalis, je bolest rodnice uzrokovana pretjeranim prisustvom bakterija. Najčešći simptomi uključuju pojačan vaginalni iscjedak koji ima miris po ribi.
Iscjedak je obično bijele ili sive boje. Pečenje pri mokrenju također može biti simptom. Svrbež nije česta pojava. Ponekad nema nikakvih simptoma.
Bakterijska vaginoza povećava rizik zaraze raznim drugim spolno prenosivim bolestima uključujući HIV/AIDS. Također povećava i rizik prijevremenog porođaja u trudnica.

## Uzrok i dijagnoza
Bakterijska vaginoza nastaje zbog poremećaja ravnoteže bakterija koje normalno nastanjuju rodnicu. Dolazi do promjene vrste bakterija, kao i do porasta ukupnog broja bakterija za sto do tisuću puta. Čimbenici rizika, između ostalih uključuju ispiranje, nove ili višestruke seksualne partnere, antibiotike, te uporaba intrauterine kontracepcije. Ipak, bakterijska vaginoza ne smatra se spolno prenosivom bolesti.
Sumnja na ovu dijagnozu postavlja se na temelju simptoma te se može potvrditi ispitivanjem vaginalnog iscjetka u kojem se pronalazi viši pH od uobičajenog te velik broj bakterija. Bakterijska vaginoza često se može zamijeniti s gljivičnom infekcijom rodnice ili infekcijom Trichomonasom.

## Prevencija i liječenje
Liječenje bakterijske vaginoze najčešće se provodi antibioticima, klindamicinom ili metronidazolom. Ovi lijekovi mogu se koristiti i u drugom i trećem tromjesečju trudnoće. No ova se bolest često ponovno javlja i nakon provedenog liječenja.  Probiotici mogu pomoći u prevenciji ponovnog javljanja bakterijske vaginoze. Nije jasno utječe li korištenje probiotika ili antibiotika na ishod trudnoće.

## Epidemiologija i povijest
Bakterijska vaginoza najčešća je infekcija rodnice u žena reproduktivne dobi.
Postotak žena koje ova bolest zahvaća u bilo koje vrijeme tijekom života varira između 5 i 70 %.
Bakterijska vaginoza najučestalija je u dijelovima Afrike, a najmanju učestalost ima u Aziji i Europi. U Sjedinjenim Američkim državama zahvaćeno je oko 30 % žena u dobi od 14 do 49 godina. Učestalost se također značajno razlikuje među različitim etničkim grupama unutar zemalja.
Iako su simptomi tipični za bakterijsku vaginozu opisivani kroz veliki dio povijesti, prvi jasno dokumentirani slučaj zabilježen je 1894. godine.